# Eugenia Ravasco
Eugenia Maria Ravasco (ur. 4 stycznia 1845 w Mediolanie; zm. 30 grudnia 1900 w Genui) – włoska zakonnica, założycielka zgromadzenia Sióstr Najświętszych Serc Jezusa i Maryi, Błogosławiona Kościoła Katolickiego.

## Życiorys
Była trzecim z sześciorga dzieci swoich rodziców. Gdy miała 3 lata, w 1848 roku, zmarła jej matka, a jej ojciec zmarł marcu w 1855 roku. 21 czerwca 1855 roku przystąpiła do pierwszej Komunii Świętej. W 1862 zmarł jej wujek, wówczas ciotka chciała wydać ją za mąż, jednak Eugenia poczuła powołanie do życia zakonnego i wkrótce zaczęła uczyć katechizmu w kościele parafialnym. W dniu 6 grudnia 1868 roku razem z arcybiskupem założyła zgromadzenie Sióstr Najświętszych Serc Jezusa i Maryi. Zmarła w opinii świętości.
Została beatyfikowana przez papieża Jana Pawła II w dniu 27 kwietnia 2003 roku.